# 乌韦兹河畔圣厄费米
烏韋茲河畔圣厄费米（法語：Sainte-Euphémie-sur-Ouvèze，法語發音：[sɛ̃t øfemi syʁ uvɛz]）是法国德龙省的一个市镇，位于该省东南部，属于尼永斯区。

## 地理
乌韦兹河畔圣厄费米（44°18'2"N, 5°22'46"E）面积11.28 平方千米，位于法国奥弗涅-罗讷-阿尔卑斯大区德龙省，该省份为法国东南部内陆省份，北起顺时针与伊泽尔省、上阿尔卑斯省、上普罗旺斯阿尔卑斯省、沃克吕兹省和阿尔代什省接壤。
与乌韦兹河畔圣厄费米接壤的市镇（或旧市镇、城区）包括：拉罗谢特迪比、乌韦兹河畔圣欧邦、圣索沃尔古韦尔内、韦尔夸朗。

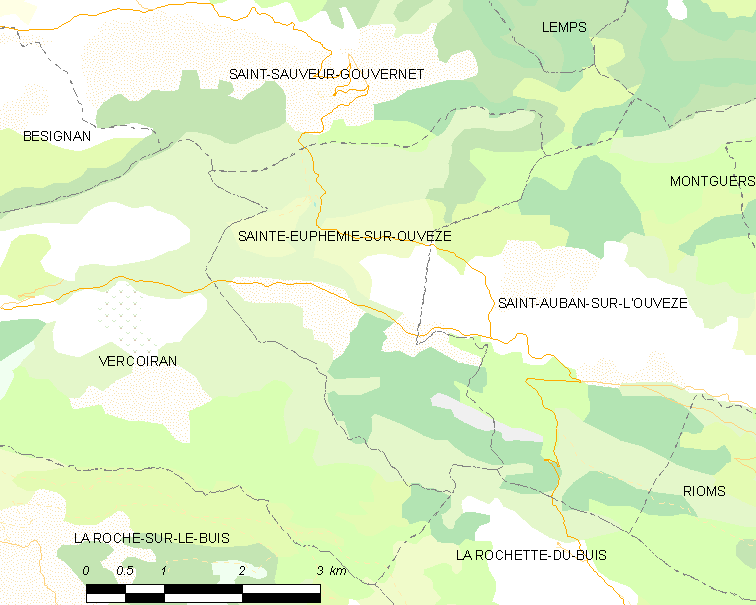
乌韦兹河畔圣厄费米的OSM定位图

乌韦兹河畔圣厄费米的时区为UTC+01:00、UTC+02:00（夏令时）。

## 行政
乌韦兹河畔圣厄费米的邮政编码为26170，INSEE市镇编码为26303。

## 政治
乌韦兹河畔圣厄费米所属的省级选区为尼永斯-巴罗尼县。

## 人口

1962-2008年间乌韦兹河畔圣厄费米人口变化图示

乌韦兹河畔圣厄费米于2022年1月1日时的人口数量为72人。